# 柳相俊
柳相俊（韓語：유상준），化名南洪哲（韓語：남홍철），脫北基督教徒，曾匿名在中國東北幫助朝鮮人脫北帰南。2007年10月，在已獲韓國國籍的情況下仍被中國警方逮捕，遣返回朝鮮。同年12月16日獲釋後被驅逐出境，來到韓國。